# 迈克·蒙哥马利
迈克尔·约翰·蒙哥马利（英語：Michael John Montgomery，1947年2月27日—），美国大学篮球教练。曾在1986到2004年的18年间执教斯坦福大学，带领该校打进12次NCAA一级男子篮球锦标赛其中在1998年进入4强。他也曾在1978到1986年间执教过蒙大拿大学。在离开斯坦福后，他在2004到2006年间在NBA球队金州勇士执教了2年，之后又在加州大學柏克萊分校执教了6年。2013-14赛季NCAA结束后，他宣布结束执教生涯。